# RYUJIN
RYUJIN（りゅうじん）は、北海道札幌市で結成された日本のメロディックデスメタルバンド。2009年に結成されSUICIDE HEAVEN（スーサイド・ヘヴン）として活動していたが、2011年から2023年1月末までバンド名をGYZE（ギゼ）として活動し、2023年2月からRYUJINにバンド名を変更した。

## 略歴
2009年5月、RyojiとShujiの篠本兄弟を中心に札幌で前身となるSUICIDE HEAVEN（スーサイド・ヘヴン）が結成される。その後、拠点を札幌より東京へ移す。2011年の東日本大震災を機に、バンド名をSUICIDE HEAVENからGYZE（ギゼ）に改名した。GYZEの由来は、バンドの中心人物のRyojiとShujiの父親の経営する美容室の名前であった。
2012年にはヴァッケン・オープン・エア出場をかけたMETAL BATTLE JAPAN決勝ラウンドへ進出。優勝は逃した。
同年後半に、ディサルモニア・ムンディのエットレ・リゴッティをプロデューサー、レコーディング・エンジニアに迎え、デビュー・アルバムをレコーディング。2013年6月に1stアルバム『Fascinating Violence』をエットレがオーナーのコロナー・レコードからリリースした。アルバム・リリース直後にメンバー・チェンジがあったものの、本作はAmazonのハードロック・ヘヴィメタル・カテゴリーランキング1位（2013年7月～9月）、また、BURRN!誌の輸入盤チャート1位（2013年10月号）となった。3月には初の海外公演を韓国で行なった。
2014年9月、1stアルバム『Fascinating Violence』がビクター・エンタテインメントよりリリースされることになった。
韓国のエヴォリューション・ミュージック, 台湾のマグナムと契約を結んだ。また、ハウリング・ブル・エンターテイメントとマネジメント契約を締結。渋谷TSUTAYA O-WESTの東京公演は満員御礼となり、入りきれなかったファンの為に急遽、六本木ブルーシアターで追加公演を行った。
2015年に2ndアルバム『Black Bride』をリリース。2016年に入ってソイルワークの日本ツアーに出演。8月にはSummer Breeze Open Airに日本人アーティストとして初出演した。翌日はドラゴンフォース、チルドレン・オブ・ボドムが出演するスロバキアのMORE//THAN//FESTにも日本人アーティストとして初めて出演。2017年に入ってギタリストのRyojiは専門誌「YOUNG GUITAR」に半年間の掲載を始め、その中でベートーヴェンの「月光」のMetal Versionの映像も公開している。また、2月から配信されたPlayStation 4のゲーム「Let it Die」にもオリジナル楽曲を提供した。3月にはバトル・ビースト、マジェスティと共にヨーロッパツアーを行った。
2017年3月、3rdアルバム『Northern Hell Song』をユニバーサル・ミュージック・ジャパン傘下のVirgin Musicよりリリース。2018年2月には70000tons Of Metalに初の日本人アーティストとして招聘された。帰国後は地元「札幌雪まつり」のステージに立つ。4月には台湾で行われるHeartown Festivalに出演。2018年6月13日、北海道150年事業サポート曲を含めた初公式シングル『龍吟』をリリース。同年12月、ドラマーのShujiが体調不良のためバンド活動が難しい状態であることが公表され、帯同ツアーのキャンセル等も発生した。
2019年5月10日に、4thアルバム『Asian Chaos』のリリース情報の公表が行われ、併せてRyojiのギターの師匠であるSHINKAIがマニピュレーター兼ギタリストとして新規加入することも発表された。また体調不良のShujiはバンド活動に参加することが出来ないため、サポートドラマーとしてHan-nyaが加入した。ただし、バンド側はあくまでもShujiの復帰を待つスタンスであり、Ryojiは、Han-nyaについては仮面で顔を隠して参加してもらうと述べている。
2021年1月1日、Shujiが活動再開の上、1月リリースの1stシングル『Samurai Metal』に参加することが発表された。
2020年頃より音楽性にも変化が表れ、ワールドツアーで様々なバンドとの共演を経てRyojiがGYZEの音楽性が海外バンドの物真似であるという危機感を意識し始め、雅楽などの純邦楽の要素を取り入れる様になっている。
2023年2月1日、バンド名を「RYUJIN」に変更することを発表した。また同時に、日本人アーティストで初めてナパーム・レコードと契約し、トリヴィアムのマシュー・キイチ・ヒーフィーがバンドのマネージメント及びプロデューサーに就任することも発表した。

## メンバー

### 現メンバー
- Ryoji Shinomoto - ボーカル、 リードギター
- Shuji Shinomoto - ドラム
2018年終わり頃より、体調不良のためバンド活動には不参加となっていた[24][25][26]。2021年より活動を再開した[27]。
- Aruta Watanabe - ベース、バックボーカル
- SHINKAI - ギター、ミュージックシーケンサー

### 旧メンバー
- Shogo - ベース

### サポートメンバー
- Han-nya - ドラム
2019年より、Shuji Shinomotoに代わり、アルバム及びライブに参加した。

## ディスコグラフィ

### オリジナル・フル・アルバム
- Fascinating Violence （ファッシネイティング・ヴァイオレンス 2013年、1stアルバム)

Label: コロナー・レコード (海外)、ビクター・エンタテインメント (日本)

品番：CR 032 / VICL-64197

発売日：

2013年6月4日 (コロナー・レコード盤)

2014年9月3日 (ビクター・エンタテインメント盤)
| 曲名                                                              | 曲の長さ |
| ----------------------------------------------------------------- | -------- |
| 1. Desire （ディザイアー）                                        | 04:37    |
| 2. Desperately （デスパレイトリー）                               | 03:28    |
| 3. Fascinating Violence （ファッシネイティング・ヴァイオレンス）  | 06:03    |
| 4. Regain （リゲイン）                                            | 04:09    |
| 5. Trash My Enemy （トラッシュ・マイ・エネミー）                  | 04:35    |
| 6. A Dynasty （ダイナスティ）                                     | 03:54    |
| 7. Final Revenge （ファイナル・リヴェンジ）                       | 05:17    |
| 8. Trigger Of The Anger （トリガー・オブ・ジ・アンガー）          | 05:11    |
| 9. Day Of The Funeral （デイ・オブ・ザ・フューネラル）            | 05:05    |
| 10. Midnight Darkness （ミッドナイト・ダークネス）                | 03:58    |
| 11. The Black Era （ザ・ブラック・エラ）                          | 01:26    |
| Future Terror （フューチャー・テラー）(日本国版ボーナストラック)  | 04:38    |
| Last Insanity （ラスト・インサニティ） (日本国版ボーナストラック) | 03:59    |

- Black Bride （ブラック・ブライド 2015年、2ndアルバム）

レーベル：ビクター・エンタテインメント (日本), コロナー・レコード (海外)

品番：VICL-64303 / CR 037

発売日：

2015年2月25日 (ビクター・エンタテインメント盤)

2015年6月9日 (コロナー・レコード盤)
| 曲名                                               | 曲の長さ |
| -------------------------------------------------- | -------- |
| 1. Black Bride （ブラック・ブライド）              | 04:59    |
| 2. In Grief （イン・グリーフ）                     | 05:20    |
| 3. Honesty （オネスティ）                          | 05:05    |
| 4. Insane Brain （インセイン・ブレイン）           | 05:54    |
| 5. Black Shadow （ブラック・シャドウ）             | 05:19    |
| 6. Winter Breath （ウィンター・ブレス）            | 03:50    |
| 7. Twilight （トワイライト）                       | 04:31    |
| 8. Satanic Loop （サタニック・ループ）             | 05:39    |
| 9. 菜の花                                          | 05:27    |
| 10. Julius （ユリウス）                            | 05:45    |
| 11. 明日への光                                     | 04:03    |
| Gnosis （ノーシス）(日本国版ボーナストラック)      | 04:11    |
| Surface Tears (コロナー・レコードボーナストラック) | 04:21    |

- Northern Hell Song （ノーザン・ヘル・ソング 2017年、3rdアルバム）

Label：Virgin music (UNIVERSAL Music Japan)

品番：UICN-1089

発売日：2017年3月29日（Virgin music盤）
| 曲名                                                              | 曲の長さ |
| ----------------------------------------------------------------- | -------- |
| 1. Pirates Of Upas （パイレーツ・オブ・ウパシ）                   | 05:13    |
| 2. Horkew （ホルケウ）                                            | 04:27    |
| 3. Dead Bone Blue （デッド・ボーン・ブルー）                      | 05:10    |
| 4. Black Shumari（ブラック・シュマリ）                            | 03:21    |
| 5. Perryi Rain Dragon （ペリー・レイン・ドラゴン）                | 04:25    |
| 6. Mayoi （マヨイ）                                               | 02:43    |
| 7. The Bloodthirsty Prince （ザ・ブラッドサースティー・プリンス） | 03:46    |
| 8. Kamuy （カムイ）                                               | 04:14    |
| 9. Brown Trout （ブラウン・トラウト）                             | 05:53    |
| 10. Frozen Dictator （フローズン・ディクテイター）                | 05:25    |
| 11. Northern Hell Song （ノーザン・ヘル・ソング）                 | 06:18    |
| 12. Snow~Upas ~ （スノウ~ウパシ）                                 | 02:45    |
| Moonlight Sonata （月光）（ボーナストラック）                     | 06:35    |

タイトル表記に関する補足

・Upas（ウパシ）＝アイヌ語で雪 

・Black Shumari＝黒キツネ（黒キツネは平和の象徴）と写真の撮影地である朱鞠内（シュマリナイ）

・Kamuy ＝ 神 

・Horkew ＝ 一般的にはオオカミまた狩りの神 

・Rain Dragon ＝ 雨竜郡（朱鞠内湖のイトウいる地域）
- ASIAN CHAOS （アジアン・ケイオス 2019年、4thアルバム）

Label： ビクターエンタテインメント
品番：VICL-65212
発売日：2019年07月10日（ビクターエンタテインメント盤）
| 曲名 | 曲の長さ |
| --- | -------- |
| 1. Far Eastern Land （ファー・イースタン・ランド）                                                          | 03:12    |
| 2. Asian Chaos （アジアン・ケイオス）                                                                       | 06:37    |
| 3. Eastern Spirits （イースタン・スピリッツ）                                                               | 05:50    |
| 4. King Kamuy（キング・カムイ）                                                                             | 00:38    |
| 5. Dragon Calling （ドラゴン・コーリング）                                                                  | 05:01    |
| 6. Camellia （カメリア）                                                                                    | 04:00    |
| 7. Japanese Elegy （ジャパニーズ・エレジー）                                                                | 05:27    |
| 8. The Rising Dragon （ライジング・ドラゴン）※ドラゴンフォースのマーク・ハドソンが歌っている                | 04:05    |
| 9. White Territories （ホワイト・テリトリーズ）                                                             | 04:01    |
| 10. 1945 Hiroshima （1945 ヒロシマ）                                                                        | 05:10    |
| 11.Forever Love （X JAPANのカバー）(日本盤ボーナス・トラック)                                               | 05:47    |
| 12. Vivaldi Winter （ヴィヴァルディ「冬」）(日本盤ボーナス・トラック)                                       | 03:23    |
| 13. Asian Chaos (Far Eastern Mix) （アジアン・ケイオス (ファー・イースタン・ミックス)）（ボーナストラック） | 06:31    |

EP・シングル
- ...future ages」(2010年、EP、SUICIDE HEAVEN名義)
2014年にMemorial Editionとして、再発された。
- Without Hesitation（2011年、EP）
- 龍吟(2018年、EP)
- Samurai Metal (2021年、シングル)

## 関連バンド
- Garson(解散) / Ryoji、Shogo、Shuji
- UNDIVIDE(解散) / Shogo(サポート)
- TIHS(解散)/Aruta